# وليامز هو
وليامز هي (بالإنجليزية: Godfrey Ho)‏ (و. 1948  م) هو ممثل، ومخرج أفلام، وكاتب سيناريو صيني، ولد في هونغ كونغ.

## وصلات خارجية
- وليامز هو على موقع IMDb (الإنجليزية)
- وليامز هو على موقع روتن توميتوز (الإنجليزية)
- وليامز هو على موقع ألو سيني (الفرنسية)
- وليامز هو على موقع أول موفي (الإنجليزية)
- وليامز هو على موقع قاعدة بيانات الفيلم (الإنجليزية)
- وليامز هو على موقع كينوبويسك (الروسية)

- وليامز هو في قاعدة بيانات الأفلام على الإنترنت